# HyperX
HyperX — подразделение (и одноимённый бренд) американской компании HP Inc., специализирующейся на поставке аппаратного и программного обеспечения для организаций и индивидуальных потребителей. Компоненты HyperX неоднократно использовались при постановке мировых рекордов разгона компьютеров. HyperX также финансирует развитие киберспорта и профессиональные геймерские команды. Наушники HyperX являются официальной продукцией профессиональных игроков команд Alliance, CNB E-sports Club, SK-Gaming, Team Liquid, Renegades.
В 2002 году Kingston Technology представила линейку высокопроизводительных запоминающих устройств HyperX, ставшую основой одноимённого бренда. В том же году для работы с брендом HyperX в Kingston Technology было сформировано автономное подразделение со штаб-квартирой в Фаунтин-Вэлли (штат Калифорния). В 2014 году Kingston Technology объявила о фокусировке HyperX на рынке товаров для гейминга и киберспорта, начав проектировать новые модели устройств с учётом специфики аппаратных потребностей игровых программ и приложений. Также, с 2014 года HyperX начала производство высокотехнологичных гарнитур и аксессуаров для киберспорта. В начале 2016 года было объявлено об официальном лицензировании игровых гарнитур HyperX в качестве аксессуаров для игровых консолей Xbox One, производимых Microsoft.

## История
В 2002 году Kingston Technology представила на рынке память типа DDR1 с тактовой частотой 370 МГц и ёмкостью до 512 МБ. В 2004 году под брендом HyperX выпущены запоминающие устройства типа DDR2 с частотой 533—675 МГц и ёмкостью 256 МБ. В 2007 году HyperX представила первую память типа DDR3 с тактовой частотой до 1875 МГц и ёмкостью до 2 ГБ. В 2008 году в запоминающем устройстве HyperX T1 типа DDR2 достигнута ёмкость 4 ГБ, а на выставке CeBIT в Германии представлено первое устройство памяти типа SO-DIMM: DDR3 2233 МГц CL8 на материнской плате ASRock mini ITX.
В 2010 году подразделение HyperX представило первое низковольтное высокопроизводительное запоминающее устройство LoVo типа DDR3 с рабочим напряжением 1,35 В и тактовой частотой до 1600 МГц. В том же году на выставке Computex была представлена линейка самых быстрых запоминающих устройств DDR3 в 2010 году — HyperX blu с тактовой частотой 2544 МГц. В 2011 году на рынке представлена линейка первых в мире устройств памяти DDR3 с автоматическим повышением тактовой частоты — HyperX PnP, тактовой частотой до 1600 МГц и ёмкостью до 8 ГБ. В этом же году память HyperX установила сразу два мировых рекорда, когда оверклокерам Бенжамину «Benji Tshi» Бушу и Жану Батисту «marmot» Жерару удалось разогнать набор модулей DDR3 HyperX с 2544 МГц до 3082 МГц с таймингами CL7.
В 2012 году Kingston Technology выпустила первые твердотельные накопители (SSD) под маркой HyperX, первые USB-накопители с Windows to Go, первый в мире USB-накопитель с ёмкостью 1 ТБ — HyperX Predator 3.0 USB, а также самое быстрое запоминающее устройство DDR3 с сертификацией XMP и тактовой частотой 2800 МГц. Ёмкость устройства памяти HyperX Beast в 2012 году достигла рекордных для того времени 64 ГБ.
На выставке Computex 2014 HyperX установил мировой рекорд по оверклокингу, разогнав модуль HyperX DDR3 ёмкостью 4 ГБ с частотой 2933 МГц до 4500 МГц. Модуль DDR4 был разогнан до частоты 4351MГц, что также является рекордом. В 2014 году на рынке представлена первая гарнитура HyperX для профессиональных геймеров — HyperX Cloud, разработанная совместно с QPad. В том же году HyperX представил самую быструю в мире DDR4 128 ГБ с тактовой частотой 3000 MГц, а также выпустил первую линейку ковриков для мыши Skyn.
В 2015 году HyperX представил свою первую линейку высокопроизводительных твердотельных накопителей с интерфейсом PCIe — HyperX SSD Predator, а также линейки оперативной памяти Savage DDR4 и Fury DDR4, обеспеченные пожизненной гарантией. В том же году Kingston Technology объявила о полной автономности бренда HyperX и прекращении нанесения на его продукцию логотипа Kingston. Также в 2015 году HyperX удалось создать самый быстрый в мире комплект оперативной памяти на 128 ГБ: частота входящего в комплект накопителя Predator M.2 PCIe SSD достигла рекордных 3 000 МГц.
24 февраля 2021 года HP Inc. объявила о покупке разработчика игровых периферийных устройств HyperX у компании Kingston Technology.
1 июня 2021 года HP Inc. объявила о завершении сделки по приобретению HyperX, у компании Kingston Technology. Стоимость сделки составила 425 млн долларов и включает только периферийные устройства для компьютеров под брендом HyperX, но не охватывает память или накопители.

## Продукция
Память для геймерских ПК и оверклокинга:
- DDR4: Fury, Savage, Predator, Impact;
- DDR3: Fury, Savage, Predator, Beast, Impact;

Накопители:
- SSD (твердотельные): Fury, Savage, Predator;
- Flash (USB): Savage, Predator;

Устройства и аксессуары для гейминга:
- Клавиатуры: Alloy Elite, Alloy Elite RGB, Alloy FPS, Alloy FPS PRO, Alloy Core RGB, Alloy Origins/Origins Core, HyperX x Ducky One 2 Mini, Alloy Elite 2;
- Мыши: Pulsefire FPS, Pulsefire FPS PRO, Pulsefire Surge, Pulsefire Core, Pulsefire Dart, Pulsefire Raid, Pulsefire Haste;
- Гарнитуры: Cloud Core, Cloud, Cloud II, Cloud X, Cloud Revolver, Cloud Revolver S, Cloud Alpha, Cloud Stinger, Cloud Stinger Core, Cloud Drone, Cloud Mix, Cloud Flight, Cloud Earbuds, Cloud Alpha S, Cloud Stinger Core 7.1, Cloud Stinger Core for PC, Cloud Buds, Cloud Core 7.1, Cloud II Wireless, Cloud Flight S, Cloud Orbit, Cloud Orbit S;
- Микрофоны: SoloCast, QuadCast, QuadCast S;

## Поддержка киберспорта
HyperX является спонсором более 20 геймерских команд по всему миру и главным спонсором геймерских фестивалей Intel Extreme Masters и DreamHack, а также различных кибер-турниров.
Спонсируемые команды:
Alsen, AT Gaming, Cloud 9, Counter Logic Gaming, CNB e-Sports Club, Echo Fox, EnVyUs, eSuba, HWA Gaming, HyperX Girls, Infinity eSports, Isurus Gaming, K1ck,
KaBuM!, LGD Gaming, Luminosity Gaming, Lyon Gaming, Machi Gaming, Team MILLENIUM, No Mercy, NRG eSports, Tengri, Team Liquid, Team Quetzal, SK-Gaming, Team Solomid, VG.